# Primula wilsonii
Primula wilsonii är en viveväxtart som beskrevs av Stephen Troyte Dunn. Primula wilsonii ingår i släktet vivor, och familjen viveväxter. Inga underarter finns listade i Catalogue of Life.

## Bildgalleri

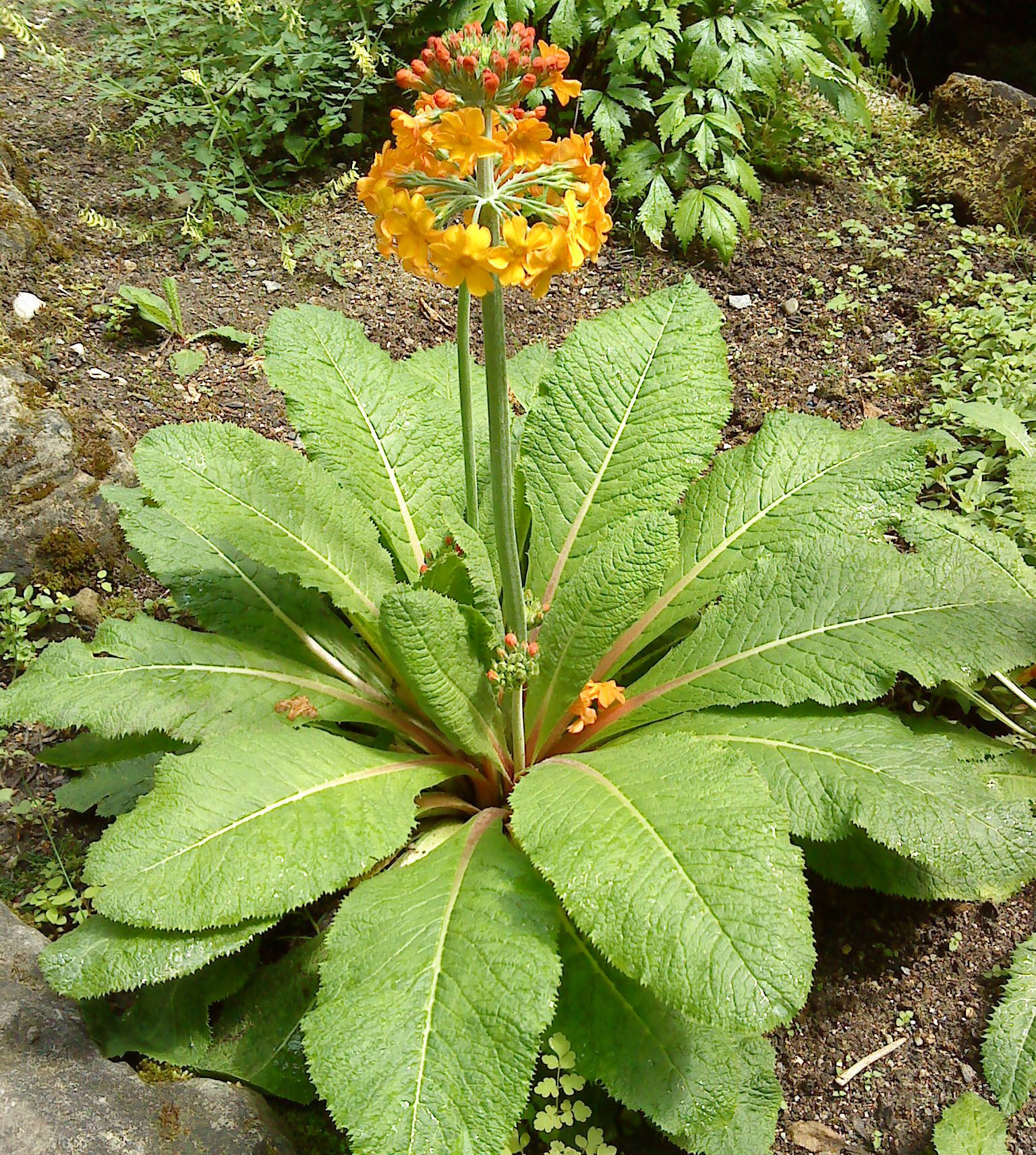